# Hermann Hammerle
Hermann Hammerle (geboren 6. August 1909 in Oggersheim; gestorben unbekannt) war ein deutscher Jurist.

## Leben
Hermann Hammerle studierte Rechtswissenschaften und wurde 1934 an der Universität Würzburg promoviert. Zum 3. Juni 1936 trat er der SS bei (SS-Nummer 349.735).

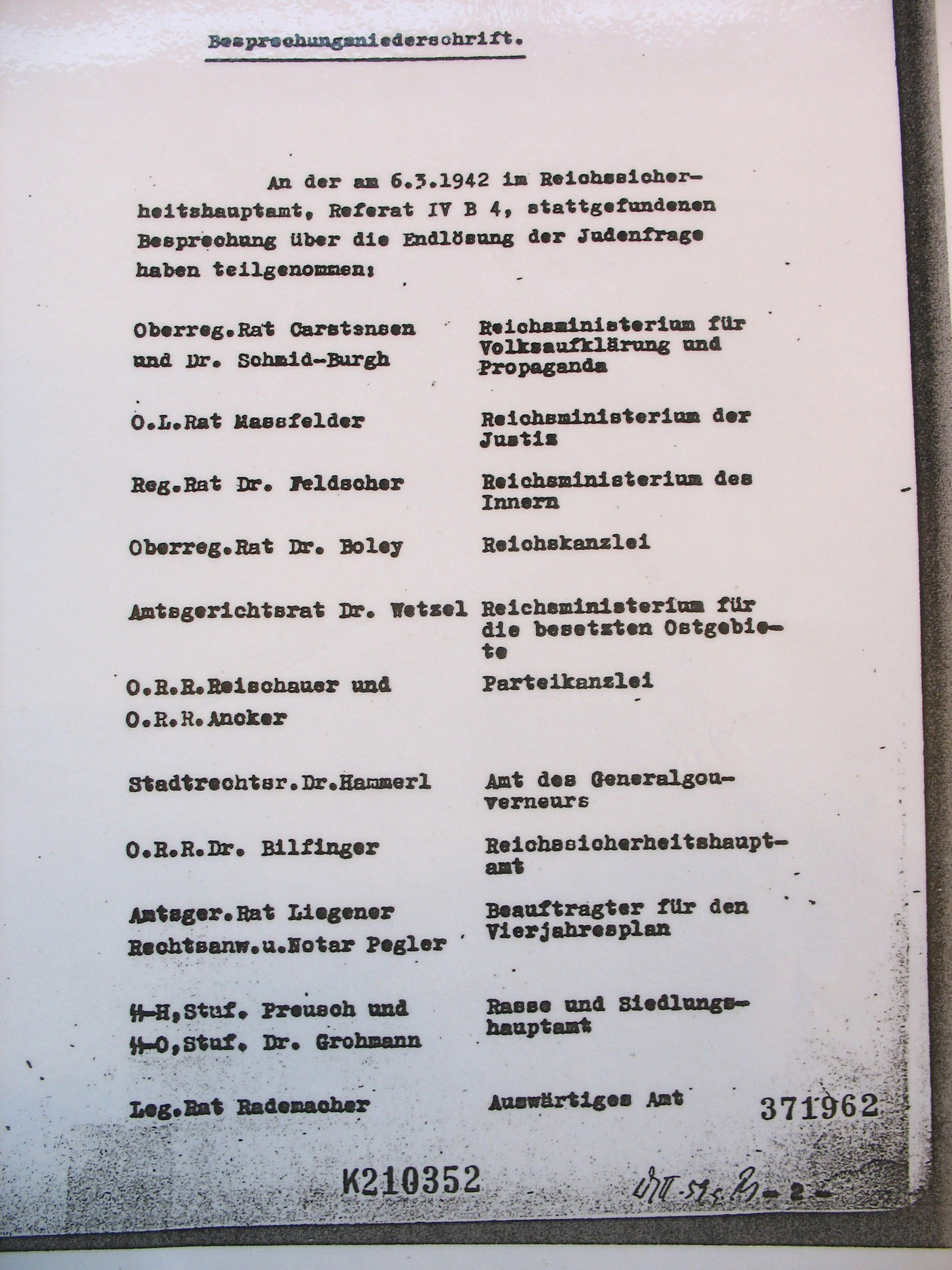
Hammerle als Teilnehmer der ersten Folgekonferenz zur Wannseekonferenz am 6. März 1942 im Eichmannreferat

Er wurde nach der deutschen Besetzung Polens 1939 als Verwaltungsjurist und Staatsanwalt in der Verwaltung des Generalgouvernements eingesetzt. Er wurde Inspekteur des Sonderdienstes zur sogenannten Bandenbekämpfung in den besetzten Gebieten. Hammerle war im März 1942 Teilnehmer einer Konferenz zur Endlösung der Judenfrage im Eichmannreferat in Berlin. Ende 1942 gehörte er zur Ordnungspolizei im besetzten Polen. Zum 30. Januar 1943 wurde er zum SS-Untersturmführer befördert.
Hammerle war nach 1945 Rechtsanwalt und Notar in Kusel und betätigte sich Anfang der 1950er Jahre als juristischer und politischer Berater der bayrischen Staatskanzlei und der Bundesregierung in der Frage des Saar-Statuts.
Ein Ermittlungsverfahren der Staatsanwaltschaft Frankenthal (Pfalz) wegen seiner Tätigkeit im besetzten Polen wurde 1964 eingestellt.

## Schriften (Auswahl)
- Die internationalen Organe und Kommissionen nach der Rechtsprechung des Ständigen Internationalen Gerichtshofs. München, 1934 Würzburg, R.- u. staatswiss. Diss.